# Distretto del Banato Settentrionale
Il distretto del Banato Settentrionale (in serbo Севернобанатски округ?, Severnobanatski okrug, in ungherese Észak Bánsági Körzet, in croato Sjevernobanatski okrug, in slovacco Severobanátsky okres, in romeno Districtul Banatul de Nord) è un distretto della Voivodina.

## Comuni
Il distretto si divide in sei comuni e 50 comunità locale. I comuni sono:
- Kanjiža
- Senta
- Ada
- Čoka
- Novi Kneževac
- Kikinda